# Wereldkampioenschappen veldrijden 2023 - Vrouwen junioren
Het wereldkampioenschap veldrijden 2023 voor vrouwen junioren werd gehouden op zaterdag 4 februari in Hoogerheide in Nederland.
Topfavoriete was Lauren Molengraaf. Zij stond het vorig jaar als eerstejaars al op het podium. Dit seizoen won ze de eerste vier ritten en dus het klassement van de wereldbeker.
De wedstrijd werd gedomineerd door een kopgroep van zes rijders met Molengraaf en de top vijf in de uitslag. In de tweede ronde greep Molengraaf de leiding, alleen gevolgd door Ava Holmgren, maar haar voorwiel glipte weg in een bocht en ze ging onderuit. In de derde ronde lagen ze weer los van de rest, met Isabella Holmgren op kop. Molengraaf reed lek en liep een achterstand van 50 seconden op voordat ze een nieuwe fiets kreeg. Bella ging solo verder en bouwde de voorsprong uit. Ook Ava bouwde haar voorsprong op het volgende groepje uit. Op de meet kon Xaydée Van Sinaey de sprint van Federica Venturelli en Célia Gery niet volgen. Een fotofinish wees Gery aan als bronzen medaillewinnaar.

## Uitslag
| Pos.          | Renster                     | Land                | Tijd      |
| ------------- | --------------------------- | ------------------- | --------- |
| Regenboogtrui | Isabella Holmgren           | Canada              | 42'13"    |
| Zilver        | Ava Holmgren                | Canada              | + 20"     |
| Brons         | Célia Gery                  | Frankrijk           | + 47"     |
| 4.            | Federica Venturelli         | Italië              | z.t.      |
| 5.            | Xaydée Van Sinaey           | België              | + 52"     |
| 6.            | Cat Ferguson                | Verenigd Koninkrijk | + 1'00"   |
| 7.            | Lauren Molengraaf           | Nederland           | + 1'12"   |
| 8.            | Vanda Dlasková              | Tsjechië            | + 1'23"   |
| 9.            | Viktória Chladonová         | Slowakije           | + 1'41"   |
| 10.           | Valentina Corvi             | Italië              | + 1'47"   |
| 11.           | Vida Lopez de San Roman     | Verenigde Staten    | + 2'09"   |
| 12.           | Fleur Moors                 | België              | + 2'28"   |
| 13.           | Eliška Hanáková             | Tsjechië            | + 2'41"   |
| 14.           | Puck Langenbarg             | Nederland           | + 2'49"   |
| 15.           | Kaya Musgrave               | Verenigde Staten    | z.t.      |
| 16.           | Messane Bräutigam           | Duitsland           | + 2'59"   |
| 17.           | Lore De Schepper            | België              | + 3'09"   |
| 18.           | Alicja Matula               | Polen               | z.t.      |
| 19.           | Lise Klaes                  | Frankrijk           | + 3'09"   |
| 20.           | Samantha Scott              | Verenigde Staten    | + 3'11"   |
| 21.           | Regina Bruchner             | Hongarije           | + 3'23"   |
| 22.           | Nelia Kabetaj               | Albanië             | + 3'29"   |
| 23.           | Imogen Wolff                | Verenigd Koninkrijk | + 3'37"   |
| 24.           | Katerina Douderová          | Tsjechië            | z.t.      |
| 25.           | Amandine Muller             | Frankrijk           | z.t.      |
| 26.           | Shanyl De Schoesitter       | België              | + 3'51"   |
| 27.           | Karla Nováková              | Tsjechië            | + 3'59"   |
| 28.           | Maria Fulgueiras Barcenilla | Spanje              | + 4'01"   |
| 29.           | Sara Sonnemans              | Nederland           | + 4'06"   |
| 30.           | Julie Lillelund             | Denemarken          | + 4'08"   |
| 31.           | Roxanne Takken              | Nederland           | z.t.      |
| 32.           | Olympia Norrid-Mortensen    | Denemarken          | + 4'25"   |
| 33.           | Wendy Bunea                 | Roemenië            | + 4'40"   |
| 34.           | Emily Carrick-Anderson      | Verenigd Koninkrijk | + 4'44"   |
| 35.           | Aine Doherty                | Ierland             | +4'49"    |
| 36.           | Arianna Bianchi             | Italië              | + 5'00"   |
| 37.           | Stina Kagevi                | Zweden              | + 5'05"   |
| 38.           | Madeleine Pollock           | Canada              | + 5'30"   |
| 39.           | Sofia Ungerová              | Slowakije           | + 6'38"   |
| 40.           | Elizabeth McKinnon          | Verenigd Koninkrijk | + 6'59"   |
| 41.           | Geza Rodgers                | Canada              | + 7'05"   |
| 42.           | Anouk Schmitz               | Luxemburg           | + 7'12"   |
| 43.           | Ella Rosa Aoife Bakovic     | Servië              | + 7'17"   |
| 44.           | Ema Smatanová               | Slowakije           | + 7'23"   |
| 45.           | Uxia Soto Alvarez           | Spanje              | + 8'12"   |
| 46.           | Zofia Krystkowiak           | Polen               | + 1 ronde |
| -             | Bloeme Kalis                | Nederland           | DNF       |

| Pos. | Punten | Prijzengeld |
| ---- | ------ | ----------- |
| 1    | 200    | € 1.250     |
| 2    | 150    | € 675       |
| 3    | 120    | € 340       |
| 4    | 100    | -           |
| 5    | 90     | -           |
| 6    | 80     | -           |
| 7    | 70     | -           |
| 8    | 60     | -           |
| 9    | 55     | -           |
| 10   | 50     | -           |
| 11   | 45     | -           |
| 12   | 40     | -           |
| 13   | 35     | -           |
| 14   | 30     | -           |
| 15   | 25     | -           |

## Reglementen

### Landenquota
Het maximum aantal rijdsters per land werd bepaald aan de hand van de UCI wereldbeker landen ranking per zondag 1 januari 2023 (artikel 9.2.043):
| • Land 1 t/m 3:   | 7 startplaatsen + 3 reserves: Canada, België, Nederland           |
| • Land 4 t/m 6:   | 6 startplaatsen + 3 reserves: Italië, Frankrijk, Verenigde Staten |
| • Overige landen: | 5 startplaatsen + 3 reserves                                      |

Daarnaast ontvingen de uittredend wereldkampioene, de winnares van de wereldbeker (artikel 9.2.044) en de continentale kampioenen (artikel 9.2.009) een persoonlijke startplaats:
| • Wereldkampioen 2022:            | Zoe Bäckstedt (niet meer startgerechtigd in de junioren categorie) |
| • Winnares wereldbeker 2022-2023: | Lauren Molengraaf                                                  |
| • Europees kampioen 2022:         | Lauren Molengraaf                                                  |
| • Pan-Amerikaanse kampioen 2022:  | Ava Holmgren                                                       |

### Startvolgorde
De startvolgorde van het wereldkampioenschap was als volgt:
1. Top 8 wereldbekerklassement
2. UCI-ranking veldrijden
3. Niet gerangschikte rensters: per land in rotatie (o.b.v. het landenklassement van het laatste WK).[5]

2020 ·
2021 ·
2022 ·
2023 ·
2024 ·
2025